# José Carlos Dias
José Carlos Dias Júnior lub Carlinhos Dias (ur. 4 października 1978 w Ribeirão Preto) – brazylijski piłkarz występujący najczęściej na pozycji ofensywnego pomocnika.
Swoją przygodę z piłką Dias rozpoczął w Penapolense, jednak w młodym wieku wyjechał do Meksyku, gdzie spędził większość swojej kariery. W meksykańskiej Primera División występował w barwach trzech zespołów – Amériki, Monterrey i Indios. Z powodzeniem grał także w czołowych klubach ligi honduraskiej – Realu España i Olimpii.